# Alejandro Balde
Alejandro Balde Martínez (Barcelona, 2003. október 18. —) dominikai–bissau-guineai származású spanyol válogatott labdarúgó; hátvéd. A La Ligában szereplő FC Barcelona játékosa.

## Pályafutása

### FC Barcelona

#### Ifjúsági karrier
2011-ben mindössze nyolc évesen érkezett az Espanyol csapatától, 
összesen kilenc utánpótlás osztállyal nyert bajnokságot, érdekesség, hogy ezekben az osztályokban mindig egy évvel korosztálya felett játszott.
2020. november 22-én az CE L’Hospitalet elleni bajnoki mérkőzésen mutatkozott be a Barca B együttesében. Akkor még Barca U18 játékosként.
2021 júliusában aláírt egy 2024-ig szóló megállapodást a katalánokkal. Amely szerződés tartalmaz egy 500 millió eurós kivásárlási záradékot.

#### A felnőttcsapatban
Kiemelkedő teljesítménye a csapat akkori edzőjét, Ronald Koeman figyelmét is felkeltette. Ezért a 2021/22-es idény előszezonjában lehetőséget kapott a csapat felkészülési mérkőzésein.
A bajnokság 2021/22-es idényének első fordulójában a Real Sociedad elleni találkozón nevezték először hivatalosan az együttesbe. 
Aztán szeptember 14-én mutatkozott be a csapatban, és a Bajnokok Ligájában a Bayern München ellen. Hat nappal később pedig a bajnokságban  debütált kezdőként a Granada CF ellen, aztán a mérkőzés első félidő végefelé egy hátprobléma miatt le kellett cserélni.
2022. szeptember 17-én az Elche elleni 3–0-s bajnokin az első két gólnál a 34, és a 41. percben asszisztot készített elő, amit Robert Lewandowski és Memphis Depay váltott gólra.
2023. március 19-én a Real Madrid elleni 2–1-re zárult El Clásicon, a győztes találatot készítette elő, amit Franck Kessié értékesített a bajnoki utolsó perceiben.
Április 16-án, Xavi a Getafe vendégeként 0–0-ra zárult találkozón jobbszélső csatárként küldte pályára. Május 14-én a 48. mérkőzésén a klub színeiben megszerezte első profi gólját, az Espanyol ellen 4–2-re megnyert derbi 20. percében volt eredményes.
Május 23-án játszotta 50. mérkőzését a Real Valladolid vendégeként elszenvedett 3–1-s bajnokin.
Szeptember 1-jétől hivatalosan is regisztrálták a klub első csapatába, és a 3-as mezszámot választotta. Szeptember 20-án megállapodtak, hogy 2028-ig meghosszabbítják a 2023-ban lejáró szerződését, amit másnap írt alá.

## A válogatottban

### Spanyolország
Több korosztályos csapat tagja volt, míg 2022. november 18-án Luis Enrique szövetségi kapitány José Gayà pótlására nevezte be a 26-fős keretbe a 2022-es katari világbajnokságra.
Öt nap múlva debütált a felnőttcsapatban Costa Rica ellen, a 7–0-s diadal utolsó 26 percében lépett pályára klubtársát Jordi Alba-t váltva.

## Magánélete
Barcelonában született, dominikai anyától és bissau-guineai apától. Rendelkezik spanyol és dominikai állampolgársággal is.

## Statisztika
2024. november 3-i állapot szerint.
| Klub             | Szezon           | Bajnokság             | Bajnokság | Bajnokság | Kupa  | Kupa  | Nemzetközi | Nemzetközi | Egyéb | Egyéb | Összes | Összes |
| Klub             | Szezon           | Liga                  | Mérk.     | Gólok     | Mérk. | Gólok | Mérk.      | Gólok      | Mérk. | Gólok | Mérk.  | Gólok  |
| ---------------- | ---------------- | --------------------- | --------- | --------- | ----- | ----- | ---------- | ---------- | ----- | ----- | ------ | ------ |
| Barcelona B      | 2020–21          | Segunda División B    | 16        | 0         | –     | –     | –          | –          | 0     | 0     | 16     | 0      |
| Barcelona B      | 2021–22          | Primera División RFEF | 15        | 0         | –     | –     | –          | –          | 0     | 0     | 15     | 0      |
| Barcelona B      | Összesen         | Összesen              | 31        | 0         | 0     | 0     | 0          | 0          | 0     | 0     | 31     | 0      |
| Barcelona        | 2021–22          | La Liga               | 5         | 0         | 0     | 0     | 2          | 0          | 0     | 0     | 7      | 0      |
| Barcelona        | 2022–23          | La Liga               | 33        | 1         | 4     | 0     | 6          | 0          | 1     | 0     | 44     | 1      |
| Barcelona        | 2023–24          | La Liga               | 18        | 0         | 2     | 1     | 6          | 0          | 2     | 0     | 28     | 1      |
| Barcelona        | 2024–25          | La Liga               | 11        | 0         | 0     | 0     | 3          | 0          | 0     | 0     | 14     | 0      |
| Barcelona        | Összesen         | Összesen              | 67        | 1         | 6     | 1     | 17         | 0          | 3     | 0     | 93     | 2      |
| Karrier összesen | Karrier összesen | Karrier összesen      | 96        | 1         | 6     | 1     | 17         | 0          | 4     | 0     | 123    | 2      |

Jegyzetek
1. 1 2 3  Mérkőzése(i) a Bajnokok Ligájában
2. ↑  A(z) Bajnokok Ligájában: négyszer, a(z) Európa Ligában kétszer lépett pályára
3. 1 2  Mérkőzése(i) a(z) Supercopa-ban

### A válogatottban
2023. október 12-i állapot szerint.
| Spanyolország | Spanyolország | Spanyolország |
| Év            | Merk.         | Gólok         |
| ------------- | ------------- | ------------- |
| 2022          | 4             | 0             |
| 2023          | 3             | 0             |
| Összesen      | 7             | 0             |

## Sikerei, díjai

### Barcelona
- La Liga: 2022–23[10]
- Supercopa: 2023